# Ulów (województwo mazowieckie)
Ulów – wieś w Polsce, położona w województwie mazowieckim, w powiecie przysuskim, w gminie Klwów. Ma status sołectwa.
| SIMC    | Nazwa         | Rodzaj    |
| ------- | ------------- | --------- |
| 0626870 | Mokotów       | część wsi |
| 0626886 | Smużyk        | część wsi |
| 0626892 | Wólka Ulowska | część wsi |

W latach 1975–1998 wieś należała administracyjnie do województwa radomskiego.
Prywatna wieś szlachecka Ułów, położona była w drugiej połowie XVI wieku w powiecie radomskim województwa sandomierskiego.
W Ulowie urodził się Tadeusz Rek - działacz ludowy, wiceminister sprawiedliwości, sędzia Sądu Najwyższego, poseł na sejm.
Wierni Kościoła rzymskokatolickiego należą do parafii św. Stanisława w Kostrzynie.